# Les Huguenots
Les Huguenots, Gli Ugonotti en la versió en italià, és una òpera de Giacomo Meyerbeer, un dels més populars i espectaculars exemples de l'estil de la Grand Opéra. El llibret francès és obra d'Eugène Scribe i Émile Deschamps. Es va estrenar el 29 de febrer de 1836 a l'Òpera de París.

## Origen i context
La composició de Les Huguenots va estendre's durant cinc anys. Meyerbeer s'hi va dedicar amb molta cura, després de l'èxit sensacional de Robert le diable, convençut de la necessitat de continuar en la línia dels decorats fastuosos, l'argument melodramàtic, una brillant orquestració i fragments virtuosístics per als solistes - tots ells elements essencials del nou gènere de la Grand Opéra. Amb una bona posició econòmica deguda als seus orígens burgesos, Meyerbeer va poder prendre's el seu temps, imposar les seues pròpies condicions i permetre's el luxe de ser un perfeccionista. El detalladíssim contracte entre Meyerbeer i Veron, director de l'Opéra, per a Les Huguenots (i que va ser redactat per al compositor per l'advocat Adolphe Crémieux) n'és testimoni.

## Representacions
Les Huguenots va ser estrenada a l'Òpera de París el 29 de febrer de 1836, sota la direcció de François-Antoine Habeneck, i va ser un èxit immediat. Tant Adolphe Nourrit com Cornélie Falcon van ser lloats per la crítica per les seues respectives interpretacions, tant des del punt de vista dramàtic com del cant. De fet va ser la darrera gran creació de la Falcon, abans del tràgic col·lapse de la seua veu. Hector Berlioz va qualificar la partitura d'"enciclopèdia musical". Les Huguenots va ser representada a l'Opéra més de 1.000 vegades (la representació número 1.000 va tenir lloc el 16 de maig de 1906). Les nombroses representacions en altres teatres d'òpera podrien fer-la creditora del títol d'òpera més popular del segle xix.
Entre altres estrenes arreu del món poden esmentar-se la de Londres (Covent Garden Theatre) el 20 de juny de 1842 i la de Nova Orleans el 29 d'abril de 1839. Atès el seu tema, de vegades es va representar amb títols diferents, com ara Els güelfs i els gibel·lins (a Viena abans de 1848), Renato di Croenwald a Roma, o Els anglicans i els puritans (a Múnic), per evitar provocar les tensions religioses entre els respectius públics. A la Rússia Soviètica es va representar amb un nou llibret com I Dekabristi (Els desembristes).
Amb Les Huguenots es va inaugurar la Royal Opera House de Londres, l'any 1858. Durant la dècada del 1890, quan era representada al Metropolitan Opera, sovint se la va anomenar "la nit de les set estrelles", perquè el repartiment hi incloïa Lillian Nordica, Nellie Melba, Sofia Scalchi, Jean de Reszke, Édouard de Reszke, Victor Maurel i Pol Plançon.
Com altres òperes de Meyerbeer, Les Huguenots va perdre popularitat en la primera meitat del segle xx i no ha tornat a formar part del repertori estàndard. Una de les raons de la seua absència dels escenaris és el cost. Altra és l'extraordinària dificultar de reunir el repartiment adequat. Les Huguenots té set papers protagonistes - dues sopranos, una contralt, dos barítons, un tenor i un baix. A més, la part de tenor, Raoul, és una de les més exigents de la història de l'òpera. El tenor roman sobre l'escenari durant llargues seccions en els cinc actes i la seua part està farcida de dificilíssims aguts.
Joan Sutherland i Richard Bonynge van intentar reviscolar aquesta obra durant la segona meitat del segle xx. Sutherland va escollir-la per al seu comiat dels escenaris, que va tenir lloc el 2 d'octubre de 1990 a l'Òpera de Sidney, amb Bonynge dirigint l'Opera Australia.
En els darrers anys s'ha interpretat amb certa freqüència en forma de concert, i també s'ha programat per part d'alguns teatres europeus: Leipzig (1974), Royal Opera House de Londres, Bilbao (1999), Metz (2004) i Nuremberg (2014).

## Argument
La trama de l'òpera culmina en la històrica massacre del dia de Sant Bartomeu, l'any 1572, en la qual van ser assassinats milers d'hugonots francesos a mans dels catòlics en un intent de deslliurar França de la influència protestant. Tot i que els esdeveniments de la massacre es descriuen amb una relativa fidelitat a l'òpera, la resta de l'argument, pel que fa a l'amor entre la catòlica Valentine i el protestant Raoul és completament creació de Scribe, el llibretista.

### Acte I
Un breu preludi orquestral, que conté el coral luterà Ein fester Bürg, reemplaça la gran obertura que inicialment Meyerbber va projectar per a l'òpera. Ens trobem al castell del (catòlic) comte de Nevers, qui es troba acompanyat dels seus companys nobles. Esperen l'arribada de Raoul, i es mostren sorpresos quan senten dir que aquest emissari de la cort és hugonot. Després d'una peça de brindis a l'entrada de Raoul, hom el convenç perquè conte una història d'amor. Raoul parla d'una bella inconeguda a la qual ell va rescatar i de la qual es va enamorar. (Amb una encisadora orquestració, Meyerbeer acompanya aquesta ària amb un solo de viola d'amore), aquest solo el va escriure Meyerbeer pensant en el gran violista i amic seu Chrétien Urhan. El servent protestant de Raoul, Marcel, s'escandalitza de veure el seu amo amb aquesta depravada companyia i canta una colpidora pregària protestant (amb la melodia de 'Ein fester Burg'). Després canta una cançó de guerra hugonota sobre el setge de La Rochelle, Pif, paf.
L'arribada d'una misteriosa dama estrangera que ve a parlar amb Nevers (fora d'escena) interromp la reunió. Raoul hi reconeix la seua misteriosa i bella dama. De fet es tracta de la dama que havia d'esdevenir la promesa de Nevers, i que és filla de St. Bris, que ha rebut instruccions de la reina perquè trenque el seu compromís. Arriba el patge Urbain, amb un missatge secret per a Raoul, pel qual se'l convoca perquè acudisca amb els ulls embenats a una reunió secreta.

### Acte II
Castell i jardins de Chenonceaux. La reina es mira en un espill que sosté el seu enamorat patge Urbain, i canta la pastoral virtuosística, O beau pays de la Touraine. Entra Valentine i informa que Nevers ha accedit a trencar el seu compromís. Entra el seguici de dames de Marguerite, totes abillades per al bany, el que dona excusa per a un ballet. Apareix Raoul amb els ulls embenats i les dames el provoquen. Quan se li permet treure's la bena, la reina li ordena casar-se amb Valentine amb l'objectiu de reforçar les relacions entre les faccions catòlica i protestant. En un complex número de conjunt final, en el qual un cor de nobles jura amistat, Raoul, que creu que Valentine és l'amant de Nevers, refusa acomplir la demanda de la reina, punt en què els nobles canvien d'actitud i hi juren venjança, mentre que Marcel reprotxa a Raoul que es mescle amb els catòlics.

### Acte III
París, el 'Pré aux clercs' en la vora esquerra del riu Sena, a trenc d'alba. L'acte comença amb una llarga escena en què hi intervenen ciutadans, soldats, fidels que van a l'església i gitanos. Valentine acaba de casar-se amb Nevers, però roman a la capella pregant. Marcel entrega a Saint-Bris un desafiament a un duel de part de Raoul. Saint-Bris maquina una emboscada contra Raoul aprofitant el duel, però Valentine, involuntàriament, s'assabenta del pla de son pare. Un vigilant anuncia el toc de queda (aquesta escena anticipa una de semblant a Els mestres cantaires de Nuremberg, de Wagner); Valentine, disfressada, informa a Marcel del complot preparat contra Raoul. El duel és interromput per faccions rivals d'estudiants protestants i catòlics, i només l'arribada de la reina pot aturar el caos. Raoul s'adona que Valentine li ha salvat la vida i que les seues sospites sobre ella eren infundades - però dissortadament ja és tard, perquè Valentine està ara casada amb l'enemic de Raoul. Nevers s'enduu la seua muller en una esplèndida processó.

### Acte IV
Una cambra de la casa parisenca dels Nevers. Valentine, sola, és sorpresa per Raoul, el qual vol tenir un darrer encontre amb ella. El soroll de gent que s'aproxima obliga a Raoul a amagar-se darrere d'una cortina, des d'on sent els nobles catòlics, acompanyats per tres monjos, jurar sobre les seues espases donar mort als hugonots. Només Nevers és absent de l'acte de jurament. Hom considera que aquesta escena és la més commovedora de l'òpera, i la que conté la música més dramàtica. Quan els nobles se n'han anat, Raoul es debat entre el deure d'avisar els seus companys i el seu desig de romandre al costat de Valentine, el que palesa mitjançant un 'grand duo'; però finalment el deure triomfa sobre l'amor. Valentine s'esvaneix en fugir Raoul.

### Act V
Escena I. Un saló de ball. Els protestants estan celebrant el casament de la reina amb Enric de Navarra. El repic d'una campana interromp la reunió, així com l'entrada de Raoul, qui informa a l'assemblea que el segon toc va ser el senyal per a iniciar la massacre dels hugonots a mans dels catòlics
Escena II. Un cementiri darrere d'una església protestant en ruïnes. Nevers mor protegint Marcel, qui està ferit; Valentine accepta convertir-se al protestantisme per casar-se amb Raoul, i Marcel du a terme la cerimònia nupcial. Un 'cor d'assassins' els ataca, després d'expressar la seua visió del cel, 'amb sis arpes'. Finalment són assassinats per St. Bris i els seus homes, adonant-se massa tard que ha donat mort a la seua pròpia filla. (vegeu la darrera escena de l'òpera La juive de Fromental Halévy, també amb llibret de Scribe, estrenada un anay abans que Les Huguenots). L'entrada de la reina, i el cor dels soldats cantant 'Déu vol sang!', posen fi a l'òpera.